# Álarcos süvöltő
Az álarcos süvöltő (Pyrrhula erythaca) a madarak osztályának verébalakúak (Passeriformes) rendjébe és a pintyfélék (Fringillidae) családjába tartozó faj.

## Rendszerezése
A fajt Edward Blyth angol zoológus írta le 1862-ben.

## Alfajai
- Pyrrhula erythaca erythaca (Blyth, 1862) - a Himalája keleti vonulataitól (északkelet-India, Nepál, Bhután) keletre Kína északkeleti részéig
- Pyrrhula erythaca owstoni (Hartert & Rothschild, 1906) - Tajvan, újabban tajvani süvöltő (Pyrrhula owstoni) néven különálló fajként kezelik [2]

## Előfordulása
Bhután, Kína, India, Mianmar, Nepál és Tajvan területén honos. Természetes élőhelyei a mérsékelt övi erdők, valamint szubtrópusi és trópusi nedves cserjések. Vonulóó faj.

## Megjelenése
Testhossza 17 centiméter, testtömege 18-21 gramm. Fekete álarcszerű foltot visel, ebben hasonlít a vörösfejű süvöltőre.

## Szaporodása
|  |

## Természetvédelmi helyzete
Az elterjedési területe rendkívül nagy, egyedszám pedig stabil. A Természetvédelmi Világszövetség Vörös listáján nem fenyegetett fajként szerepel.